# Sara Olsvig
Sara Olsvig, née le 26 septembre 1978, est une femme politique groenlandaise.

## Biographie
De 2011 à 2015, Sara Olsvig est membre du parlement danois. Elle devient cheffe du parti Inuit Ataqatigiit en 2014. En octobre 2016, elle devient ministre des Affaires sociales, familiales, de l'Égalité et de la Justice, une fonction qu'elle occupe jusqu'en avril 2018,.
En octobre 2018, elle annonce son retrait complet et définitif de la vie politique. Elle évoque un climat politique délétère autour des questions groenlandaises au sein du gouvernement danois, ainsi que des raisons personnelles.
En février 2019, Sara Olsvig devient cheffe du programme pour l'UNICEF Danemark au Groenland.